# Порошково
Поро́шково — село в Перечинському районі Закарпатської області розташоване на р. Тур'я.

## Назва
Існує декілька версій походження назви села. Одна з головних — засновником села, його першим жителем був шолтес Порошко. Різновидами цієї версії можна вважати версію про походження назви Порошково від професії засновника села — він був виготовлювачем пороха (порошка) — Порошкарем. Як уточнення цієї версії можна навести прислів'я, яке наводили старожили для пояснення назви села — «там де борошно, там і порошно». Дійсно в Порошкові у другій половині XVIII ст. були три водяні млини, що давали певний прибуток їх власникам.

## Історія
Вперше згадується в документах 1381 року (за іншими даними — 1357 р.). Порошково згадується в латинському тексті під назвою «Прорсто».
Вже в кінці XVI ст. всі жителі села були кріпаками поміщика Габора Ороса.
авторитетний «Географічний словник Угорщини» Елека Фийнеша, який побачив світ у 1851 році, повідомляє про Порошково таке: "Порошково — українське село в комітаті Унг. Жителі: 16 римо-католиків, 963 греко-католиків, 21 єврей.
У Порошкові народився видатний просвітитель краю, президент Сойму Карпатської України Августин Штефан (1877—1944). На загальноосвітній школі — меморіальна дошка Августину Штефану, голові Сойму Карпатської України, уродженцю села.
Збереглася печатка Порошкова 1857 року. На ній постать селянина в характерному вбранні того часу. В правій руці риба, найчастіше зображувана на сільських печатках краю. У лівій, піднятій руці селянина не встановлений предмет. Напис німецькою мовою: Община Тур'я Порошко.
У 20-30-х роках XX ст. у Порошкові жила та вчителювала письменниця Марійка Підгірянка. Працюючи вчителькою, написала багато віршів, а 1922 р. — п'єсу «У чужому пір'ї».

## Релігія
храм св. Миколи Чудотворця. 1762.
У 1751 р. за пароха Олексія Реберка згадують дерев'яну церкву св. Миколи в доброму стані. Образи були всі старі, але якраз тоді громада збиралася дістати нові. Нині в селі — типова мурована церква, що має вхідні двері з багатим різьбленням. Над входом написано дві дати — 1762 та 1894. Біля церкви стоїть проста каркасна дзвіниця з дерева. Два дзвони виготовила фірма «Акорд» у 1926 р. за священика Августина Куштана, третій вилив Ф. Еґрі в 1921 р.

## Географія
На північно-східній стороні від села струмок Великий Романівський впадає у річку Шипіт. У селі струмок Млинський впадає у річку Тур'я.

## Населення
Згідно з переписом УРСР 1989 року чисельність наявного населення села становила 3410 осіб, з яких 1676 чоловіків та 1734 жінки.
За переписом населення України 2001 року в селі мешкало 3786 осіб.

### Мова
Розподіл населення за рідною мовою за даними перепису 2001 року:
| Мова       | Відсоток |
| ---------- | -------- |
| українська | 92,93 %  |
| румунська  | 5,65 %   |
| циганська  | 0,68 %   |
| російська  | 0,34 %   |
| словацька  | 0,10 %   |
| молдовська | 0,05 %   |
| угорська   | 0,05 %   |
| німецька   | 0,03 %   |

## Особистості
- Августин Штефан — Голова Сойму Карпатської України.
- Кречко Михайло Михайлович — український композитор, хоровий диригент.
- Шевченко Олександр Дмитрович — український дипломат.
- Марійка Підгірянка — українська дитяча письменниця і громадський діяч.
- Євген Фенцик — священик, письменник і видавець.
- Михалина Михайло Михайлович — футболіст, згодом — радянський та український футбольний тренер та спортивний діяч.

## Туристичні місця
- храм св. Миколи Чудотворця. 1762.
- Сірководневе джерело — розташоване в урочищі Свячений потік.
- меморіальна дошка Августину Штефану, голові Сойму Карпатської України, уродженцю села.
- унікальність Порошкова полягає у великій частці волохів. Із п'яти тисяч тутешніх мешканців вони становлять вже понад третину, і кількість їх продовжує зростати.